# Alexandr Porchomowski
Alexandr Porchomowski (hebräisch אלכסנדר פורחומובסקי, russisch Александр Порхомовский, engl. Transkription Aleksandr Porkhomovskiy; * 12. August 1972 in Moskau) ist ein israelischer Sprinter russischer Herkunft.	
Bei den Leichtathletik-Weltmeisterschaften 1993 erreichte er über 100 m das Halbfinale. 1994 wurde er Vierter über 60 m bei den Leichtathletik-Halleneuropameisterschaften in Paris und gewann Bronze über 100 m bei den Leichtathletik-Europameisterschaften in Helsinki.
Bei den Weltmeisterschaften 1995 in Göteborg und bei den Weltmeisterschaften 1997 in Athen kam er über 100 m jeweils ins Viertelfinale. Über dieselbe Distanz gewann er Silber bei der Universiade 1997 und bei den Europameisterschaften 1998 in Budapest.
Von 1999 an startete er für Israel. Bei den Weltmeisterschaften 1999 in Sevilla schied er über 100 m im Viertelfinale aus, bei den Olympischen Spielen 2000 in Sydney, bei den Weltmeisterschaften 2001 in Edmonton und bei den Europameisterschaften 2002 in München kam er in dieser Disziplin nicht über den Vorlauf hinaus.
Viermal wurde er russischer Meister über 100 m im Freien (1992–1994, 1998) und einmal in der Halle über 60 m. 1999 wurde er israelischer Meister.

## Persönliche Bestzeiten
- 50 m (Halle): 5,64 s, 4. Februar 1994, Moskau
- 60 m (Halle): 6,59 s, 27. Februar 1993, Moskau
- 100 m: 10,12 s, 14. Juli 1994, Sankt Petersburg
- 200 m: 20,35 s, 28. August 1994, Rieti
  - Halle: 20,85 s, 13. Februar 1994, Liévin